# Csongrád
Csongrád é uma cidade da Hungria, situada no condado de Csongrád-Csanád. Tem 173,89 km² de área e sua população em 2019 foi estimada em 16.027 habitantes.